# Euseius okumae
Euseius okumae är en spindeldjursart som först beskrevs av Ehara och Bhandhufalck 1977.  Euseius okumae ingår i släktet Euseius och familjen Phytoseiidae. Inga underarter finns listade i Catalogue of Life.